# Anemopaegma karstenii
Anemopaegma karstenii är en katalpaväxtart som beskrevs av Louis Édouard Bureau och Karl Moritz Schumann. Anemopaegma karstenii ingår i släktet Anemopaegma och familjen katalpaväxter. Inga underarter finns listade i Catalogue of Life.